# Jane Edwina Seymour
Jane Edwina Seymour (Sydney, 5 ottobre ...) è un'attrice australiana, attiva a teatro, al cinema e in televisione.
È nota per aver interpretato la Regina Borg nella terza stagione della serie televisiva Star Trek: Picard e la Grande Madre Lakesis nella miniserie televisiva Ahsoka.

## Biografia
Dal 1991 al 1993 frequenta l'Università del Nuovo Galles del Sud di Sydney, ottenendo un Bachelor of Arts in teatro e storia inglese. Dal 1994 al 1995 frequenta l'Università del Nuovo Galles del Sud di Sidney ottenendo un Master of Arts in teatro e cinema. Nel 1998 frequenta la British American Drama Academy.
Nel 2021 entra a far parte del cast regolare della serie televisiva Nova Vita, ideata da Scott Windhauser e prodotta da USATV, in cui interpreta la dottoressa Perkins. Lo stesso anno appare anche in un episodio della serie televisiva di Netflix You, in cui interpreta un'anziana "signora punk" che frequenta la biblioteca di Joe Goldberg (Penn Badgley), rivolgendo al figlio di costui un po' troppi complimenti entusiasti.
Nel 2023 ha impersonato la Regina Borg nella terza e ultima stagione di Star Trek: Picard, settima serie live action del franchise di fantascienza Star Trek· Nascosta sotto un pesante trucco prostetico opera del truccatore Vincent Van Dyke, Jane Edwina Seymour ha fatto da interprete solamente fisico del personaggio, doppiato, nell'originale, dall'attrice Alice Krige, la prima e più celebre Regina Borg, fin dalla sua prima apparizione nel film Primo contratto (Star Trek: First Contact) del 1996. Nello stesso anno appare nel ruolo di Lakesis, una strega Dathomiriana e una delle Grandi Madri che si alleano con Mitth’raw’nuruodo sul pianeta di Peridea, nella miniserie televisiva del franchise di Star Wars, Ahsoka, spin-off di The Mandalorian, incentrata sul personaggio di Ahsoka Tano, ex padawan di Anakyn Skiwalker, qui interpretata da Rosario Dawson.

## Vita privata
Originaria di Sydney, in Australia, vive a Los Angeles, in California, negli Stati Uniti d'America.

## Filmografia

### Attrice

#### Cinema
- Storm in a Teacup, regia di Ben Kumanovski - cortometraggio (2010)
- Shrove Tuesday, regia di Daniel Jones - cortometraggio (2010)
- Bikes, regia di Ben Rice - cortometraggio direct-to-video (2010)
- Equilateral, regia di Nay Htat (2011)
- Out to Dry, regia di Tymon Langford - cortometraggio (2011)
- Brad Fitt Will Be Mine, regia di Shailla Quadra - cortometraggio (2011)
- Barely Connected, regia di Rob Sheens - cortometraggio (2012)
- Prudence Pecker, regia di Kim Ramsay - cortometraggio (2012)
- The Gloaming, regia di Helen Stringer - cortometraggio (2015)
- Total Awesome Viking Power, regia di Morten Forland - cortometraggio (2015)
- Double Dead, regia di Celine Hoppe - cortometraggio (2016)
- Hello, I'm Famous., regia di Nina Kramer - cortometraggio (2016)
- The Great Trumbald, regia di Brennan Gordon McNichol . cortometraggio (2016)
- Blind, regia di Tyler Cole - cortometraggio (2016)
- Forgotten - cortometraggio (2017)
- Now Was When, regia di Massiel Cordero - cortometraggio (2017)
- Fortune Defies Death, regia di Jennifer Hulum (2018)
- Fancy Meeting You There, regia di James Carey - cortometraggio (2018)
- Dress, regia di Paulina Lagudi Ulrich - cortometraggio (2020)
- Phantom Valley, regia di Nina Kotyantz - cortometraggio (2020)
- Tomorrow, regia di Kellen Gibbs (2023)

#### Televisione
- Deadly Women - serie TV, 5 episodi (2008-2013)
- Behind Mansion Walls - serie TV, episodio 2x01 (2012)
- The Source - serie TV, episodi 1x03-1x05 (2015-2018)
- Hand of God - serie TV, episodi 2x03-2x05 (2017)
- Nova Vita - serie TV, 10 episodi (2021)
- You - serie TV, episodio 3x01 (2021)
- Husband, Wife and Their Lover, regia di Lane Shefter Bishop - film TV (2022)
- Star Trek: Picard - serie TV, episodi 3x09-3x10 (2023)
- Ahsoka - miniserie TV, episodi 1x06-1x07-1x08 (2023)

### Doppiatrice
- Hard Land of Wonder, regia di Agnieszka Switala - cortometraggio (2012)

## Teatro
- Significant Others... Shakespeare's Women, regia di Jane E. Seymour (2002-2003)
- Your little Mausoleum, regia di Danielle Harvey (2004)
- Queen Lere, regia di Megan Finlay (2004)
- Kindertransport, regia di Peter Dye (2004)
- Queen Lere, regia di Megan Finlay (2004-2005)
- Broken Dreams, regia di Gemma Tamock (2005)
- The Bridesmaid Must Die, regia di Wayne Tunks (2006)
- The Rats, regia di Roz Riley (2008)
- The Rules of April, regia di Fiona Hallenan-Barker (2008)
- Man of Snow, regia di Christine Greenough e Allan Walpol (2008)
- The Possibilites, regia di AA.VV. (2010)
- Ben-Hur, regia di Robert Hossein (2010)
- The 8 Reindeer Monologues, regia di Bryan Cutts (2012)
- Picasso at the Lapin Agile, regia di Jennie Bizell (2013)
- The Trial of Dali, regia di Trace Oakley (2014)
- D'arc Voices, regia di Steven Helgoth (2015)
- Dying To Live, regia di Parenthysis E Gardner (2016)
- Suffragette!, regia di Scot Shamblin (2018)
- Delusion: The Blue Blade, regia di Jon Braver (2018)
- Overtones, regia di Craig Victor (2018)

## Riconoscimenti
- Bare Bones International Film & Music Festival
  - 2018 - Miglior cast per Fortune Defies Death (condiviso con altri)
- Prince of Prestige Academy Award
  - 2018 - Candidatura alla migliore interpretazione di un'attrice per Fortune Defies Death

## Doppiatrici italiane
Nelle versioni in italiano delle opere in cui ha recitato, Jane Edwina Seymour è stata doppiata da:
- Anna Cesareni in Star Trek: Picard
- Raffaella Castelli in Ahsoka